# Canarini di colore

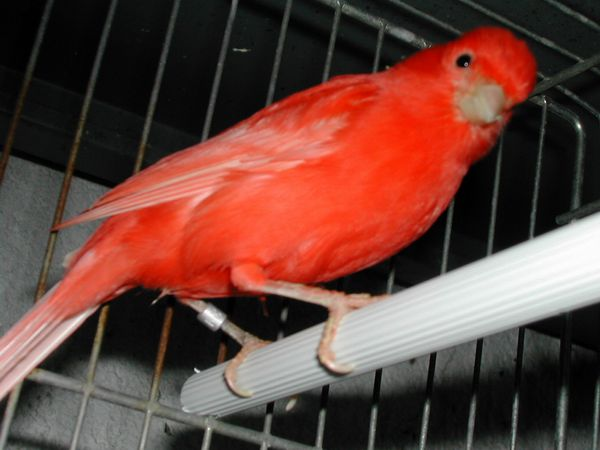
Canarino a fattore rosso.

I canarini di colore sono una razza di canarini che comprende quasi 400 varietà di colore diverso. Si tratta di canarini domestici, ottenuti in seguito a lunghe ed accurate selezioni effettuate da allevatori molto spesso amatoriali, ma a differenza dei canarini da canto e di forma e posizione, la selezione è basata solo sui colori. Grazie alla fantasia ed alla ricerca degli allevatori ogni anno, alle mostre, sono presentate nuove varietà ottenute da incroci mirati al miglioramento delle caratteristiche peculiari.
Una differenziazione della categoria 'colore' è tra i cosiddetti "lipocromici", il cui piumaggio è a fondo chiaro, e "melaninici", che presentano invece un colore di fondo scuro. Per colore di fondo si intende il colore della piuma in prossimità della radice, che può differire notevolmente da quello evidenziato nella parte estrema, in superficie. Ogni canarino di colore si distingue ulteriormente per tipo, varietà e categoria.
Per esaltare il colore, soprattutto nei canarini a fattore rosso (v. foto), si ricorre anche all'impiego di coloranti addizionati nell'alimentazione poco prima e durante la muta. L'uso di questi additivi, come il betacarotene, è contrastato a causa degli effetti lievemente tossici che possono causare all'animale, soprattutto nel periodo immediatamente successivo all'ingestione del colorante.

## Tipo
La suddivisione per tipo è in funzione della diluizione delle melanine:
- Canarini melanici con i seguenti tipi base:
  - Agata
  - Bruno
  - Isabella
  - Nero
- Sugli stessi può agire un secondo fattore di riduzione, ed avremo i tipi:
  - Cobalto
  - Eumo
  - Onice
  - Opale
  - Pastello
  - Pastello ali grigie
  - Phaeo o Ino
  - Satinè
  - Topazio

## Varietà
La suddivisione per varietà è in funzione del colore:
- Canarini lipocromici, con melanine assenti.
  - Bianco dominante
  - Bianco recessivo
  - Giallo
  - Giallo avorio
  - Lipocromici occhi rossi
  - Rosso
  - Rosso avorio

## Categoria
Sono tre le categorie in base alla piuma
- Intenso: a piuma corta e colorazione uniforme in tutto il corpo;
- Brinato: a piuma media e colorazione parziale, con un effetto 'a spolvero' di brinatura sul mantello;
- Mosaico: a piuma media, con colorazione più intensa sulla maschera facciale, codione, petto e spalline.

## Galleria d'immagini

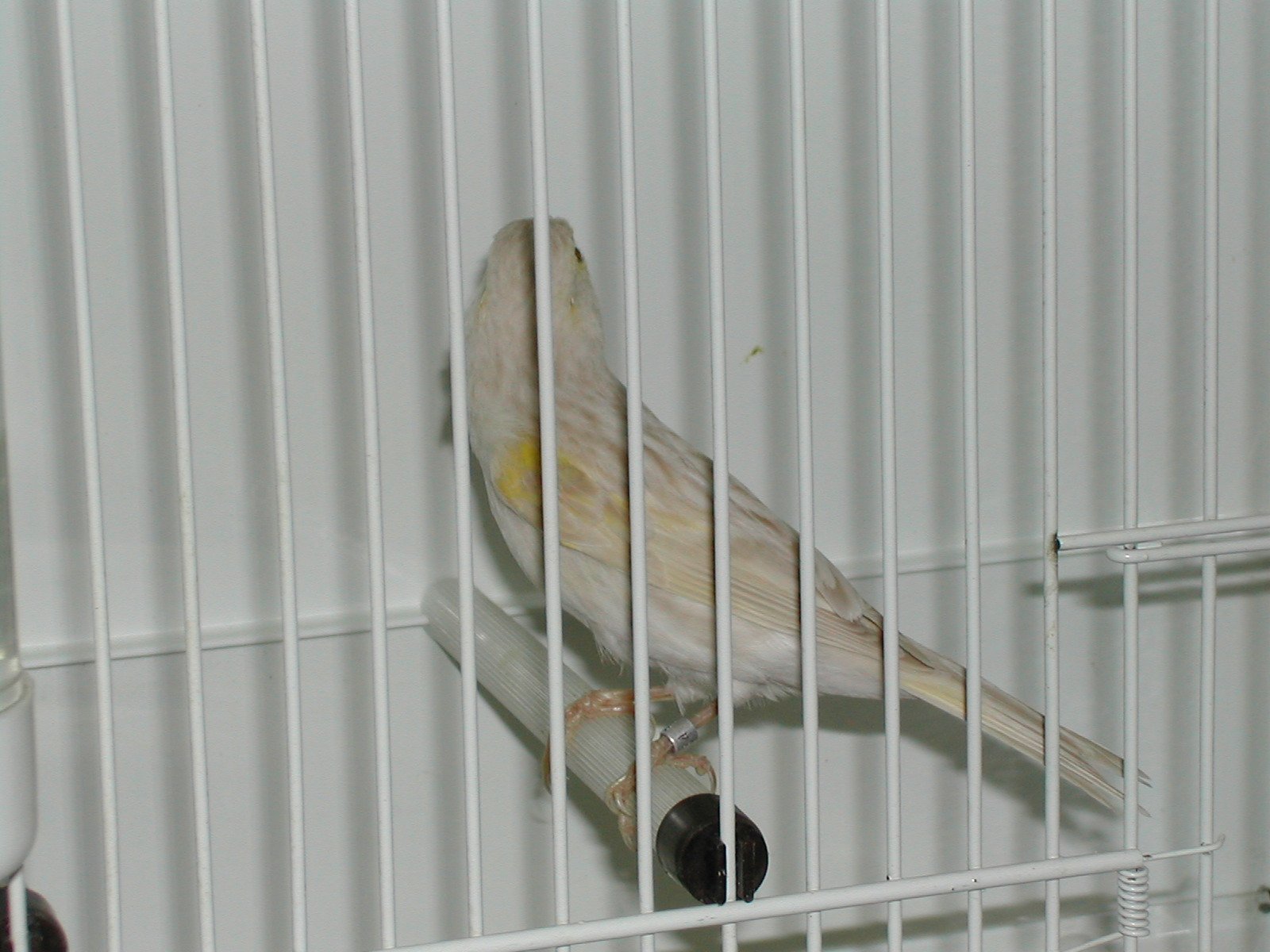
Satinè giallo mosaico Serinus canaria
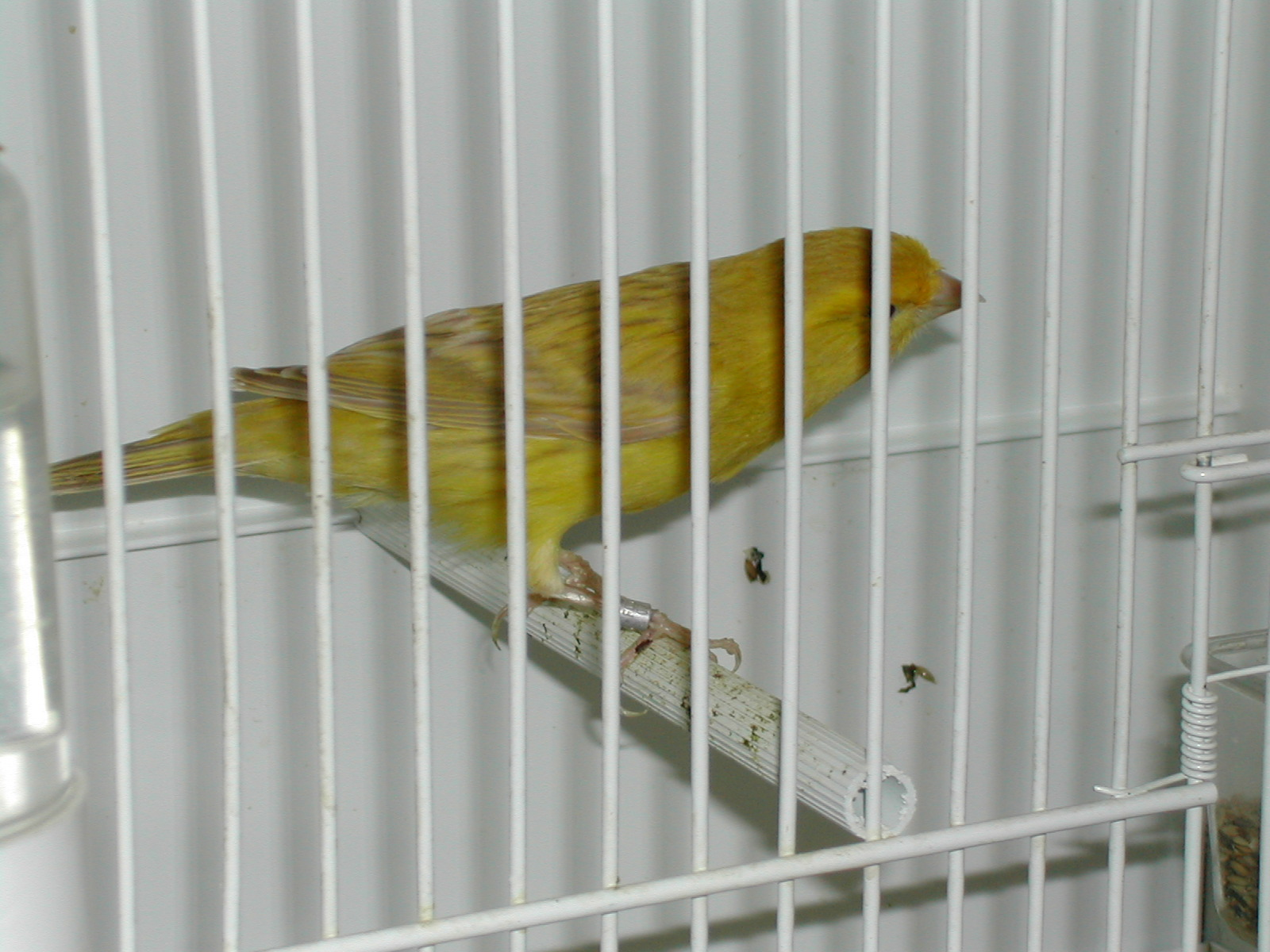
Isabella giallo intenso Serinus canaria
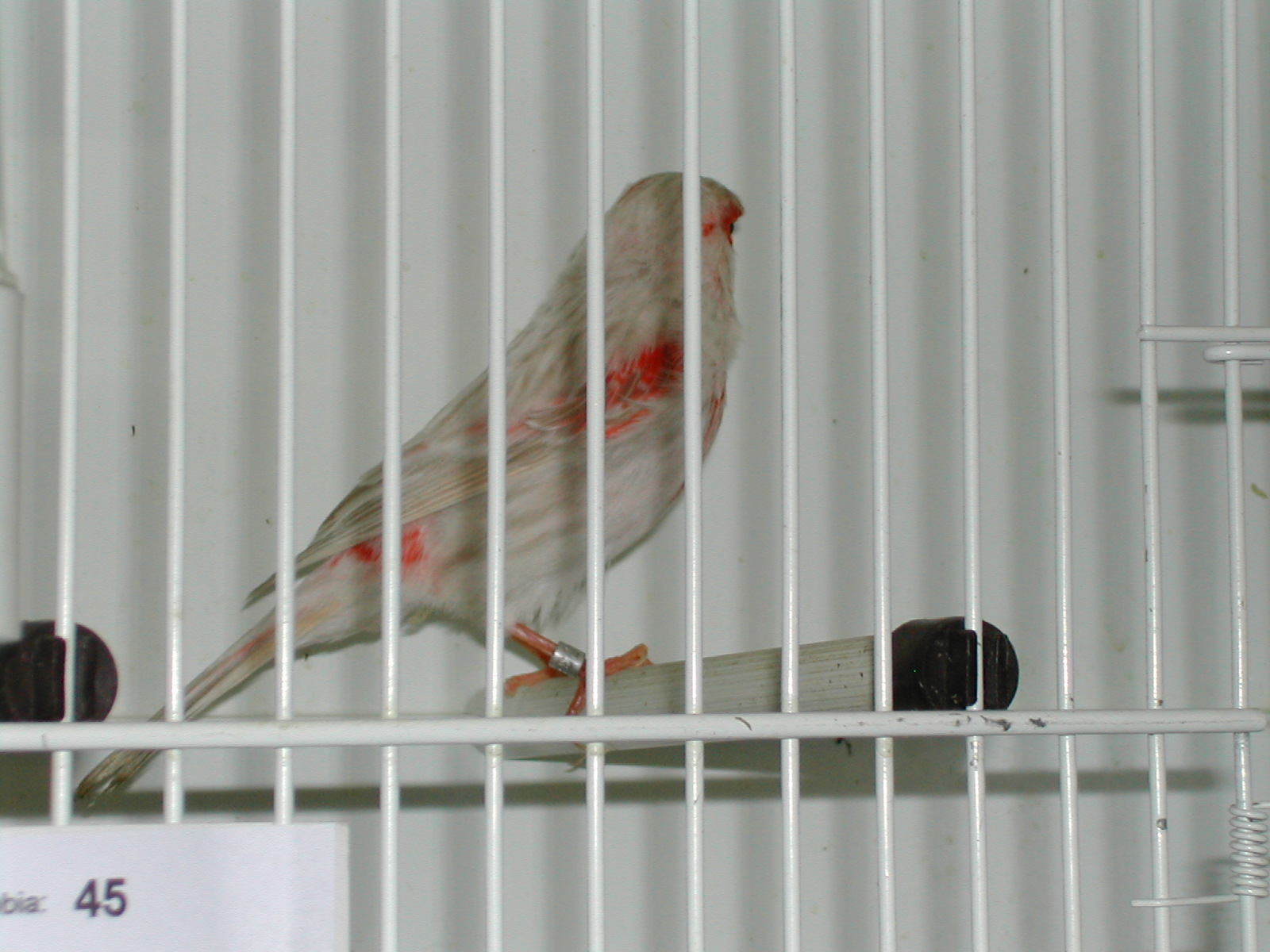
Isabella rosso mosaico Serinus canaria
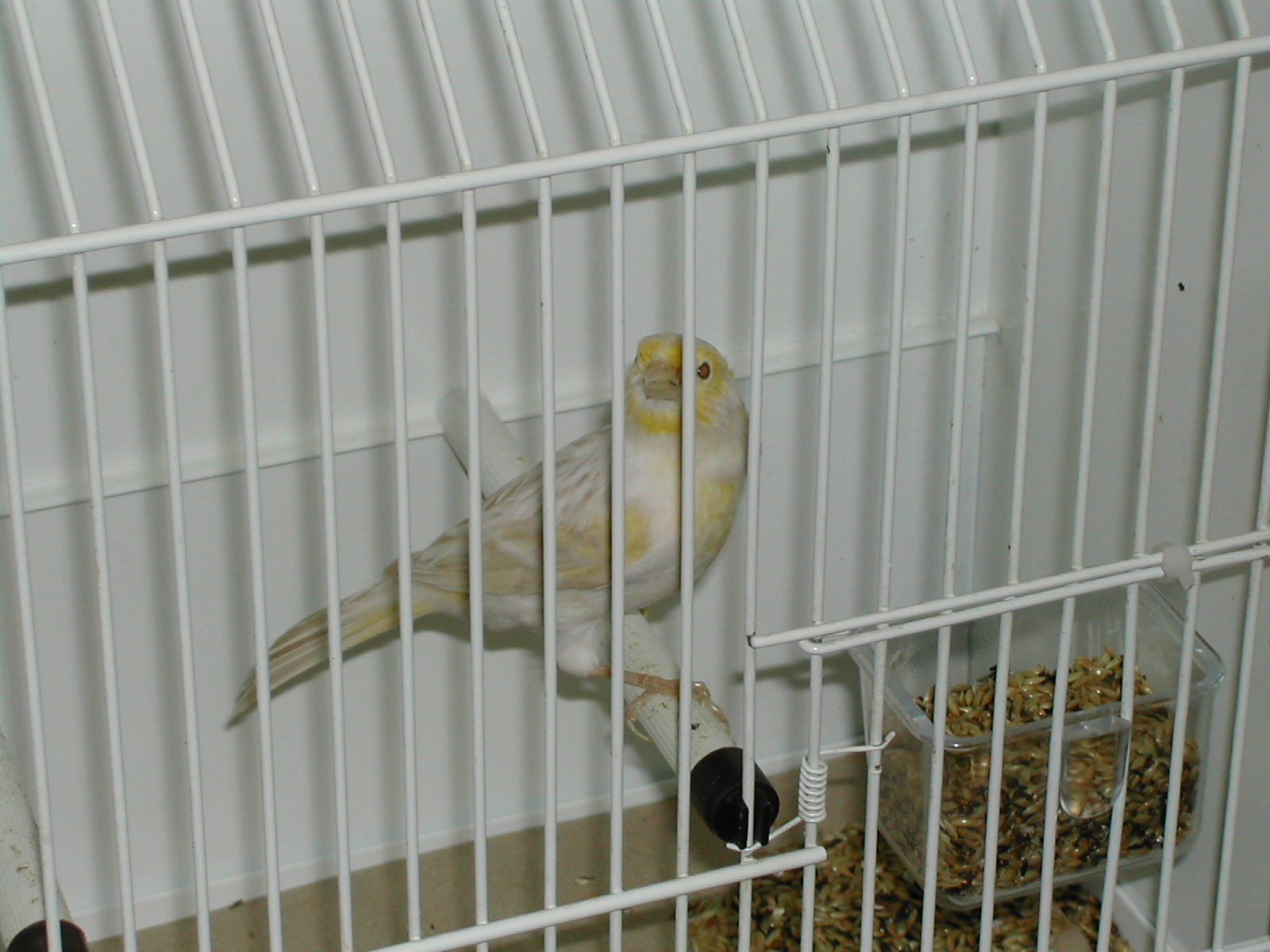
Satinè giallo mosaico Maschio Serinus canaria